# 巴爾馬塞達峰
51°25′S 73°11′W / 51.417°S 73.183°W

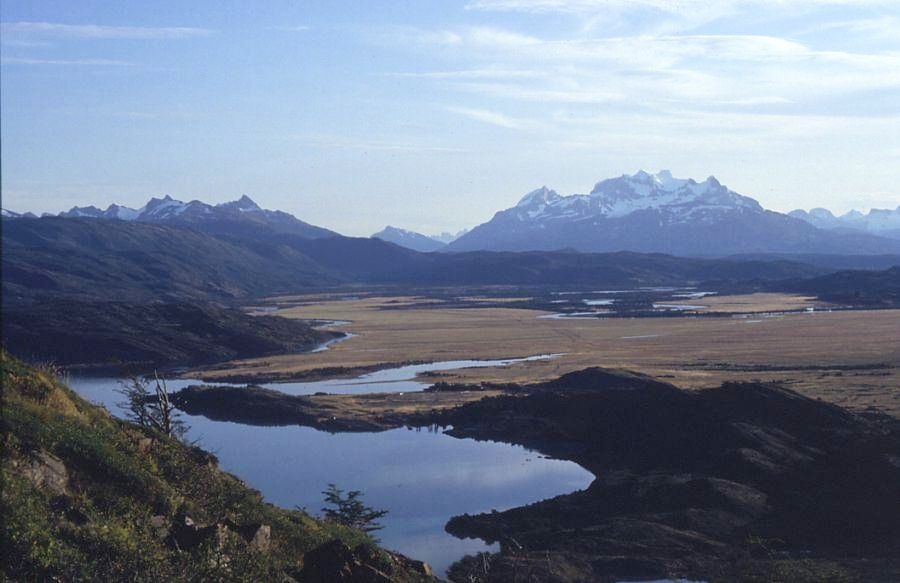

巴爾馬塞達峰是智利的山峰，位於該國南部麥哲倫-智利南極大區，屬於安第斯山脈的一部分，處於貝爾納多奧伊金斯國家公園，海拔高度2,035米。